# Хинкл, Джексон
Джексон Хинкл (род. сентябрь 1999, Сан-Клементе, Калифорния, США) — американский блогер, инфлюенсер и политический комментатор. Стал известен распространением ложных новостей и теорий заговора, в том числе о вторжении России в Украину и войне между Израилем и ХАМАС. За многочисленные публикации фейков Хинкл был забанен в WhatsApp, YouTube, Instagram и Twitch. Как основную платформу для политического комментирования, использует соцсеть X (бывший Твиттер).
Себя Хинкл определяет как «консервативного коммуниста», при этом солидаризируясь с альтернативными правыми в США и распространяя их нарративы. Его взгляды отражают маргинальное движение в американской политике, называемое MAGA-коммунизмом, считающих, что политика национал-популистов Трампа против истеблишмента способствует правам трудящихся. Хинкл отрицает генетику как науку, веря в идеи Лысенко. Восхищается, с одной стороны, интернет-звездой крайне правых взглядов Эндрю Тейтом и руководителем СССР Иосифом Сталиным.
Аккаунт в соцсети X (бывшем Твиттере) Хинкл получил популярность во время войне Израиля и ХАМАС, когда его аккаунт стал распространять неподтвержденную и ложную информацию о конфликте. С начала октября по середину ноября 2023 года он написал 15 из 20 самых популярных постов, освещающих конфликт, а количество подписчиков Хинкла выросло до 2 миллионов.

## Ранние годы
Хинкл родился в 1999 году в Сан-Клементе, Калифорния. В детстве был членом серфинг-клуба, а также, играл на гитаре. В средней школе Хинкл начал участвовать в движении по борьбе с пластиковыми отходами. В марте 2016 года он основал Экологическую организацию Team Zissou, экологическую ассоциацию, которая занимается волонтерской экозащитной работой в округе Ориндж После изменений взглядов Хинкл стал называть движение за защиту окружающей среды «антигуманизмом» и «зелёным фашизмом».

## Политическая карьера
Хинкл начал политическую карьеру в 2019 году. Тогда он придерживался взглядов, близких к социал-демократическому крылу Демократической партии, в частности, Берни Сандерсу. В ходе избирательной кампании в городской совет Сан-Клементе он выступал за создание собственного полицейского управления и против захоронения в округе ядерных отходов. Хинкл проиграл эти выборы, набрав чуть менее трети голосов.
В феврале 2021 года Хинкл сообщил о вступлении в Народную партию (англ. People's Party).
В июне 2024 года посетил оккупированные Россией территории Донбасса. Позже он принял участие в спонсируемом Россией брифинге для прессы в Организации Объединённых Наций.
В июле 2024 года Хинкл заявил о создании Американской коммунистической партии (англ. American Communist Party, ACP). Партия позиционирует себя как «воссоздание Коммунистической партии США». В декларации Пленарного комитета новой партии часть текста посвящена критике политики, проводимой руководством КП США. Там также указано, что к декларации присоединились и первичные организации КП США.
23 февраля 2025 года Хинкл посетил похороны лидера военизированной организации «Хезболла» Хасана Насраллы в Бейруте. 22 марта 2025 года посетил четырехдневную конференцию йеменских хуситов в городе Сана.

## Распространение дезинформации
Хинкл множество раз был уличён в распространении непроверенных слухов, дезинформации и фальшивых новостей Например, на фоне войны в Украине, он распространял слух о бегстве президента Украины Владимира Зеленского в Польшу в октябре 2022 года; отрицал хорошо задокументированную резню в Буче, а также, выкладывал отредактированную в Photoshop фотографию российского солдата, выдавая его за солдата армии Нигера, который едет воевать на стороне российской армии. Освещая войну между Израилем и ХАМАС, Хинкл публиковал фейковые заявления о вступлении Турции, Йемена и Ирана на стороне ХАМАС; выдавал старую видеохронику за обстрелы по базам США в Сирии; называл фотографию сожженного заживо ребёнка боевиками ХАМАС во время вторжения в Израиль фальшивкой, созданной искусственным интеллектом. В декабре 2023 года Хинкл призвал к бойкоту видеоигры Grand Theft Auto VI, связав игру с cионистским заговором. Он обвинил трейлер игры, вышедший 5 декабря, в развращении американских детей сионистами из Rockstar Games. Во время удара Ирана по Израилю Хинкл распространял видео, которое, по его словам, демонстрировало панику в Израиле, однако BBC установили, что на самом деле на записи засняты фанаты певца Луи Томлинсона возле отеля Four Seasons в Буэнос-Айресе.
Посты Хинкла неоднократно цитировались и упоминались государственными СМИ Ирана. В сентябре и октябре 2023 года Хинкл дал два больших интервью российскому телеканалу RT.

## Личная жизнь
Состоял в романтических отношениях с российской моделью Анной Линниковой.